# Madonna di Alzano
La Madonna col Bambino, detta anche Madonna di Alzano, Madonna della Pera o Madonna Morelli, è un dipinto olio su tavola (83x66 cm) di Giovanni Bellini, databile al 1485 circa e conservato nell'Accademia Carrara di Bergamo.

## Storia
Del quadro si hanno solo notizie tarde che lo collocano nella chiesa di Santa Maria della Pace di Alzano Lombardo, da cui il nome. Le storie che lo legano ad Alessio Agliardi, alla figlia Lucrezia e ai Vertova sono una invenzione relativamente recente, del tutto infondate e fuorvianti.
Il dipinto rimase nella chiesa fino alle soppressioni napoleoniche quando, in circostanze non chiarite, lo acquistarono don Eustachio Terzi e don Domenico Giovanetti. Poco tempo dopo e precisamente il 19 maggio 1809 lo cedettero a Lorenzo Martino Zanchi, che nel frattempo aveva acquistato la chiesa e ed il terreno circostante erigendovi l'ospizio per anziani soli "La Casa degli Incurabili". Tre giorni dopo il Giudice di pace di Alzano Maggiore, certo Soardi, ordinò il sequestro del dipinto e lo affidò in custodia proprio allo Zanchi. Nel giugno dell'anno 1809 lo Zanchi chiamò un esperto, tale Pietro Roncalli del Regio Liceo del Serio, per una perizia, il quale diede un giudizio lusinghiero dell'opera, lodandone la bellezza e l'ottimo stato di conservazione.
Il 20 settembre 1809 il Giudice di Pace tolse l'ordinanza del sequestro ed il dipinto fu ricollocato al suo posto originale, dove rimase fino al 15 aprile 1810, data della definitiva soppressione del monastero. Lo Zanchi con i sacerdoti Terzi e Giovanetti, temendo che venisse sequestrato dalle autorità, di nascosto asportarono l'opera e la affidarono alle monache salesiane di clausura di Alzano Lombardo. Queste, presentendo che anche il loro monastero venisse soppresso, lo affidarono al sacerdote don Giambattista Noli. Il quadro rimase al Noli fino al 1869, anno in cui fu acquistata da Giovanni Melli, su consiglio del cugino e storico dell’arte Giovanni Morelli. Dal Melli passò in eredità allo stesso Giovanni Morelli che nell'anno 1891, donò all'Accademia Carrara tutta la sua collezione (eredita dallo stesso Melli), la quale comprendeva anche il dipinto di Giovanni Bellini.

## Descrizione e stile
Il gruppo sacro di Maria e Gesù Bambino è rappresentato come un busto in primo piano, sullo sfondo di un tessuto che pende verticalmente e che ricorda gli alti troni con baldacchino allora in voga nelle sacre conversazioni. Ai lati si apre un dolce paesaggio che si perde in lontananza, punteggiato da segni della presenza umana, con torri, castelli e figurette, tipici della produzione belliniana. Lo stacco rende più grandioso il gruppo sacro, grazie anche ai contrasti di campiture della ricca gamma cromatica.
Madre e figlio sono avvolti, più ancora che dai gesti, dal dolce e partecipato sguardo di Maria verso il bambino, che varia la tradizionale distanza di sguardi delle opere precedenti. Il Bambino è sulle ginocchia della madre, come verrà ripreso in altri dipinti. Estremamente dolci sono i volti e i gesti, con particolare virtuosismo nel disegno della mani di Maria.  La luce tersa e dorata, che esalta il vibrante impasto cromatico, deriva dalla lezione di Antonello da Messina e fece da apristrada al colorismo tipicamente veneziano.
In primo piano si trova un parapetto in marmo rosso dove, come di consueto, sta appeso un cartiglio con la firma dell'artista. Vi è appoggiato anche una pera, che può riferirsi al peccato originale, che viene pagato dal sacrificio di Gesù, o a un emblema della Vergine, derivato da testi sacri o inni.
Questa Madonna è in genere ritenuta il prototipo di altre opere successive, come la Madonna dai Cherubini rossi o la Madonna degli Alberetti, entrambe alle Gallerie dell'Accademia di Venezia.